# Eva Armisén
Eva Armisén   (Ciutat de Saragossa, 1969) és una pintora i il·lustradora aragonesa establerta a Barcelona. Va ser guanyadora, en la seva VI edició, del premi d'Arts Plàstiques 2020, atorgat per l'Heraldo de Aragón.

## Trajectòria
Armisén va néixer a Saragossa el 1969. Es va llicenciar de Belles arts per la Universitat de Barcelona. Va començar a pintar per timidesa des de nena. Pertanyia a una família on la seva mare va ser professora d'educació especial i el pare, enginyer industrial, dels qui va rebre valors que el van ajudar a formar-se com a artista.
Es va especialitzar en pintura a la Gerrit Rietveld Academie d'Amsterdam. Va obtenir una beca per la Fundació Joan Miró per a formar-se a Palma i en el taller museu de gravats de Fuendetodos. Armisén ha exposat les seves obres en diverses galeries i museus, entre ells el Centre Sejong i Museu d'Art Hangaram de Seül, i en una altra moltes ciutats, com Los Angeles, Hong Kong, Singapur, Lisboa, Taipei, Shanghai i Melbourne. Armisén és coneguda com la «pintora de la felicitat», batejada d'aquesta manera pels coreans gràcies al seu treball i trajectòria al país asiàtic. En 2013 va participar en una exposició i performance en una galeria de Busan. En 2016 va col·laborar amb les Haenyeo en la seva candidatura per a ser declarades Patrimoni immaterial de la humanitat i el 2017 va il·lustrar el llibre Mom is a Haenyeo, on s'explica la història de les Haenyeo.
El 2 de novembre de 2018 va publicar un audiollibre infantil titulat Tinc un paper, on figura com a coautora al costat de Marc Parrot, així com el llibre Evasions, en el qual Eva Piquer és autora dels textos i Armisén de les il·lustracions. L'abril de 2019 va participar en la 15a edició de Món Llibre, al barri del Raval. Aquest mateix any va publicar Tots a taula i Què m'està passant?, tots dos en coautoria amb Parrot.
El 2020 va presentar la seva obra en la galeria Espacio sin título, a Madrid. Aquest mateix any va dissenyar la campanya de Nomgshim als Estats Units, on il·lustrava famílies que passegen per Las Vegas. Va ser la creadora del cartell Caminar transforma, per a la setena edició de la Magic Line SJD 2020, una mobilització solidària a favor de les persones més vulnerables.
En 2021 va il·lustrar el llibre Com abans de tot, de l'autora Eva Piquer, i aquell mateix any, al costat de l'artesà i ceramista Toño Naharro, va col·laborar en l'exposició Vida, dins del cicle Mujeres en el Arte del qual ella és autora.
El febrer de 2022 va inaugurar a la Llotja de Saragossa l'exposició Alegría, integrada per més de dues-centes peces entre pintures, escultures i ceràmiques.
El 2024, va dirigir el pòdcast Som com som, del SX3, que va rebre el premi Sonor de 2025 al millor pòdcast d'innovació.